# Cantó de Phalsbourg
El cantó de Phalsbourg és un cantó francès del departament del Mosel·la, situat al districte de Sarrebourg. Té 26 municipis i el cap és Phalsbourg.

## Municipis
- Arzviller (Eerschwiller)
- Berling
- Bourscheid (Buerjsching)
- Brouviller
- Dabo (Dockschbuerj)
- Danne-et-Quatre-Vents (Gotterwong)
- Dannelbourg
- Garrebourg
- Guntzviller
- Hangviller
- Haselbourg
- Henridorff
- Hérange
- Hultehouse
- Lixheim
- Lutzelbourg
- Metting
- Mittelbronn
- Phalsbourg
- Saint-Jean-Kourtzerode
- Saint-Louis
- Vescheim
- Vilsberg
- Waltembourg
- Wintersbourg
- Zilling

## Història
| Data d'elecció                           | Identitat         | Partit                     | Qualitat |
| ---------------------------------------- | ----------------- | -------------------------- | -------- |
| 1951-197.                                | Georges Thomas    | MRP, després Divers droite |          |
| 197.-1982                                | Oscar Gérard      | RPR, després UDF           |          |
| 1982-2001                                | Jean Grosse       | Divers droite              |          |
| 2001-                                    | Patrick Reichheld | UMP                        |          |
| les dades anteriors no són pas conegudes |                   |                            |          |
|                                          |                   |                            |          |

## Demografia
| A partir de 1990 : Població sense dobles comptes |